# Actinopyga capillata
Holothurie chevelue
Espèce
Statut de conservation UICN

 DD  : Données insuffisantes
L’Holothurie chevelue (Actinopyga capillata) est une espèce de concombre de mer de la famille des Holothuriidae.

## Description

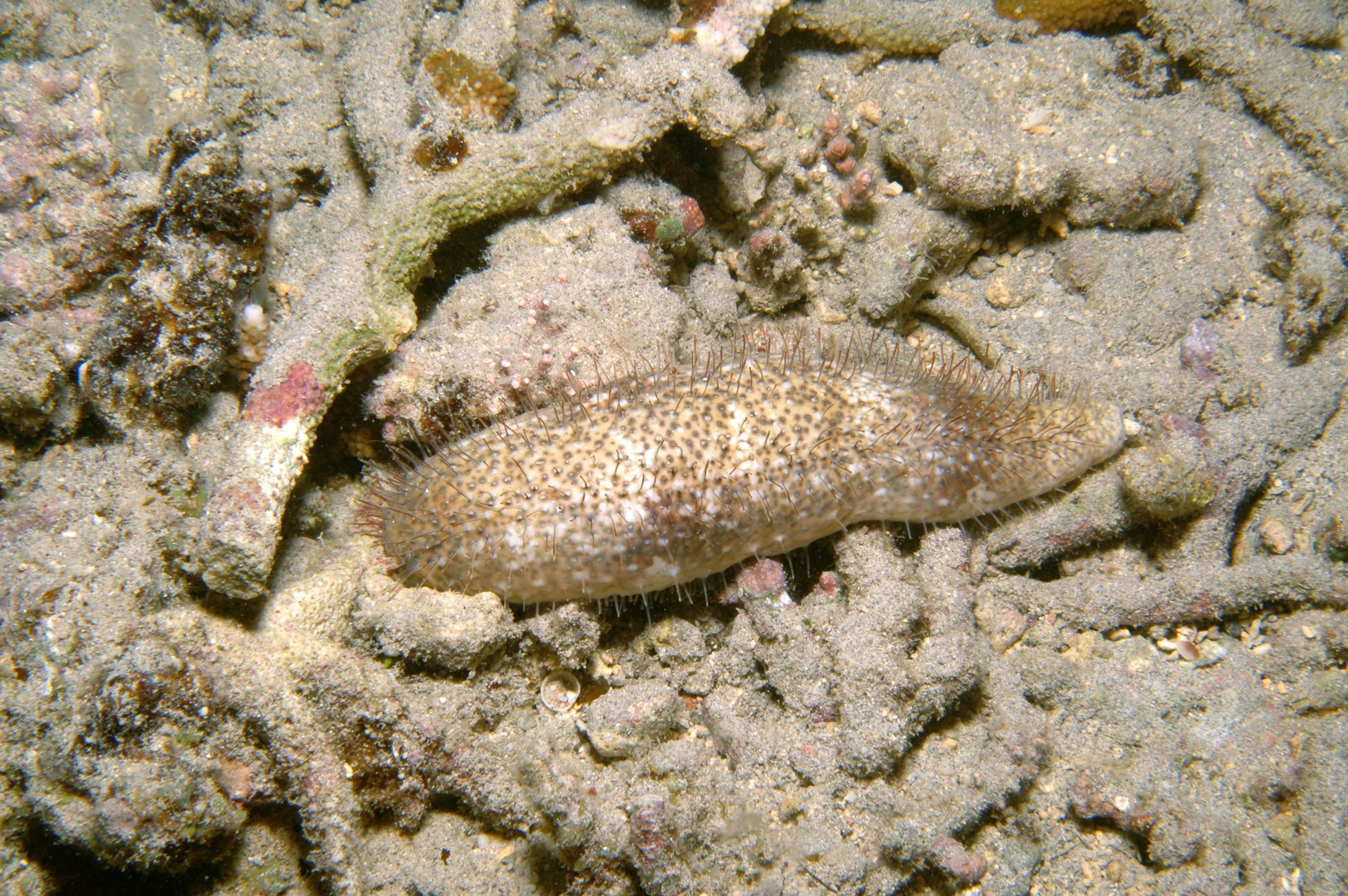
Dans son environnement à La Réunion.

C'est une holothurie d'aspect caractéristique, avec un corps allongé en cylindre légèrement aplati ventralement, plus épais vers le milieu et arrondi aux deux extrémités, où se trouvent la bouche (en position légèrement ventrale) et l'anus.
Cette holothurie peut mesurer jusqu'à une douzaine de centimètres de long à l'âge adulte. Elle est de couleur blanche à beige foncé, marquée par trois motifs plus sombres en forme de selles sur le bivium (face supérieure), le plus postérieur étant brun rouille et les autres, plus ténus, brun pâle. La face ventrale est blanche maculée de taches rosées vaporeuses, notamment aux extrémités. Cette holothurie doit son nom aux nombreux podia qui couvrent son corps, et lui donne un aspect poilu : ceux-ci sont brun-rouge foncé sur la moitié dorsale et blanc translucide sur la moitié ventrale, et peuvent dépasser 1 cm de long, ce qui les rend très visibles, et rend cette espèce facile à identifier. Seize à vingt tentacules buccaux peltés grisâtres rayonnent autour de la bouche, alors que l'anus est entouré par cinq petites dents jaunes, coniques,.

## Habitat et répartition
Cette espèce relativement rare se rencontre dans le bassin Indo-Pacifique tropical, en deux populations à la connectivité inconnue : la première dans le sud-ouest de l'océan Indien (des Comores aux Mascareignes en passant par Madagascar), et la seconde aux Philippines. 
Espèce benthique, on la trouve posée sur le fond, principalement dans les lagons ou sur les pentes externes des récifs, à faible profondeur,,.

## Écologie et comportement
Comme toutes les holothuries de son ordre, cette espèce se nourrit en ingérant le substrat sableux, qu'elle trie grossièrement et porte à sa bouche à l'aide de ses tentacules buccaux pour en digérer les particules organiques.
Cette espèce semble exclusivement nocturne.

## L'holothurie chevelue et l'Homme
Cette holothurie est sans doute comestible, mais sa taille et sa rareté font qu'elle ne semble pas être exploitée commercialement. Son statut de protection est encore indéterminé.